# Prosta precesija
Pròsta precesíja je precesija, kjer je zunanji navor ves čas konstanten. To vrsto gibanja opišejo Eulerjeve enačbe gibanja.
S takšnim gibanjem dinamično opišejo na primer gibanje jedra Halleyjevega kometa in ga po vsej verjetnosti zaznavajo v radijskem zapisu pulzarjev (na primer pulzarji Rakovice, Her X-1 v Herkulu, Cyg X-3 v Labodu, PSR B1828-11, PSR B1642-03).
Perioda proste precesije Zemlje (Chandlerjevo kolebanje) je približno 434,3 ± 2,2 zvezdnih dni in odgovarja 3 do 5 m na Severnem tečaju. To gibanje Zemljine vrtilne osi je prvi opazil ameriški astronom Seth Carlo Chandler mlajši leta 1891.